# Elfriede Buchheim
Adrianne Elfriede Buchheim (* 2. Januar 1900 in Zittau; † 16. Oktober 1995 ebenda) war eine deutsche Malerin und Grafikerin in der Lausitz.

## Leben und Werk
Elfriede Buchheim war die Tochter eines Zittauer Studienrats und Konrektors. Schon mit zehn Jahren bewies sie außergewöhnliches Talent im Zeichnen und Malen. Sie nahm Unterricht bei dem Lausitzer Maler Karl Paul (1890–1969), bildete sich als Künstlerin jedoch hauptsächlich autodidaktisch weiter. Nach dem Realgymnasium studierte sie von 1919 bis 1920 Neuere Philologie an der Universität Rostock. Ab 1930 wirkte sie freiberuflich. Sie heiratete Johannes Walter Israel, trennte sich aber nach wenigen Jahren wieder von ihm und trug seit dem Zweiten Weltkrieg wieder ihren Mädchennamen. Sie unternahm Wanderungen im Böhmischen Mittelgebirge, Riesen- und Isergebirge, wobei die Skizzenbücher Kleine Lichtblicke in Elendsjahren (1943–1945) entstanden. Ab 1946 beschickte sie regionale Ausstellungen. 1952 trat sie dem Verband Bildender Künstler der DDR bei. Zwischen 1971 und 1981 reiste sie nach Bulgarien, Jugoslawien, Rumänien, Slowakei und in die Sowjetunion. Noch bis 1993, zwei Jahre vor ihrem Tod, stellte sie ihre Werke aus.
Elfriede Buchheim arbeitete in Zittau als Malerin und Grafikerin und schuf vor allem Landschaftsbilder (insbesondere mit Lausitz-Motiven) und Stillleben in Aquarell und Pastell, aber auch Porträts. Zu Lebzeiten war sie eine lokal bekannte Künstlerin.

## Werke (Auswahl)
- Hiddensee. Blick vom Hochufer (Pastell)[3]
- Landschaft mit Heuhocken (Pastell, 30 × 39 cm)[4]

## Ausstellungen (unvollständig)

### Einzelausstellungen
- 1982: Zittau, Kreis- und Stadtmuseum („Künstlerinnen der Kreise Zittau und Löbau stellen aus. Elfriede Buchheim“)
- 1983: Löbau, Stadtmuseum (Malerei und Grafik; mit dem Löbauer Metallgestalter Klaus Dieter Drescher)
- postum 2012: Bautzen, Haus des Gastes

### Teilnahme an Gruppenausstellungen
- 1948: Bautzen, Stadtmuseum („2. Jahresausstellung Lausitzer Bildender Künstler“)[5]
- 1949: Görlitz, Aula der 10. Grundschule („3. Jahresausstellung Lausitzer Bildender Künstler“)[6]